# Cichliden
De cichliden (Cichlidae) is een familie van baarsachtigen (Perciformes). 

## Kenmerken
De cichliden lijken op baarzen, maar verschillen hiervan door de bouw van de keelkaken en het aanwezig zijn van slechts een reukgroefgat aan beide zijden van de kop. Het lichaam van de cichliden varieert van langgerekt tot schijfvormig (discusvis) zelfs hoger dan lang (maanvis). Langgerekte vormen (onder meer Crenicicla-soorten) behoren tot de uitzonderingen.

## Voortplanting
De meeste cichlidensoorten onderscheiden zich van overige vissen door hun voortplantingsgedrag. De meeste soorten spreiden een voorbeeldige broedzorg tentoon. Dit gaat van de bewaking van de eieren, tot het uitbroeden in de bek bij muilbroeders of het laten eten van de huid bij discusvissen.

## Verspreiding en leefgebied
Cichliden vormen ecologisch en evolutionair een succesvolle familie, die voornamelijk in de grote meren van Afrika (waaronder Tanganyikameer, Malawimeer en Victoriameer) en de rivierstelsels van Zuid- en Midden-Amerika vele soorten heeft. Een beperkt aantal cichliden-soorten komt ook voor in het zuiden van India (inclusief Sri Lanka) en Texas in Noord-Amerika. Er zijn meer dan 2000 soorten bekend in 216 geslachten.

## Als consumptievis
Een van de meest populaire consumptievissen in Europa is de tilapia. Tilapia is een verzamelnaam voor een groot aantal tropische soorten, verdeeld over drie geslachten. Tilapia's stellen weinig eisen aan de waterkwaliteit, behalve een minimumtemperatuur van 20 °C. Hoewel tilapia's uit Afrika komen, worden ze voornamelijk in China, de Filipijnen, Taiwan, Indonesië en Thailand gekweekt. Tilapia's kunnen gekweekt worden met plantaardig voedsel, dat voornamelijk uit soja en tarwe bestaat, maar ook met voedsel van dierlijke oorsprong.

## Houden in aquaria
Over het algemeen kan gesteld worden dat cichliden het best tot hun recht komen in speciaalaquaria (uitgezonderd een groot aantal dwergsoorten en de meeste cichliden uit Zuid-Amerika). Voordat men deze vissen aanschaft moet men zich eerst goed op de hoogte stellen wat precies de speciale eisen van de vis zijn. Er zijn uitgesproken gravers bij en het plaatsen van deze vissen in een beplante bak zou dus funeste gevolgen hebben voor de inhoud. Voor een aantal andere soorten is de aanwezigheid van planten echter een noodzakelijkheid. Dikwijls worden op de bladeren de eieren afgezet. Ook wordt aan de waterkwaliteit dikwijls aparte eisen gesteld. Dieren uit Tanganyika- en Malawimeer bijvoorbeeld dienen gehouden te worden in water met een hoge pH. De discusvis en cichliden uit Zuid-Amerika daarentegen vragen voor een goede verzorging zacht en zuur water. Zeer belangrijk voor een aantal soorten is het aanwezig zijn van voldoende schuilplaatsen, daar sommige cichliden onderling zeer agressief kunnen zijn. Ook kunnen deze schuilplaatsen dienen voor het afzetten van eieren.
Cichliden zijn over het algemeen goede eters en een afwisselend menu van de meeste soorten diepvriesvoer wordt graag verorberd. De grotere soorten eten flink veel, een goede filtering is dus onontbeerlijk. Ook zullen cichliden in een gezelschapsaquarium met bijvoorbeeld levendbarenden graag jacht maken op de jongen. De wat grotere soorten maken ook jacht op kleinere vissen.